# Акаталектика
Акатале́ктика (от др.-греч. ἀκατάληκτος «неусечённый») — в метрическом и силлабо-тоническом стихосложении понятие окончания строки полной неурезанной стопой, в отличие от урезанной при каталектике. Соответственно, акаталектический стих — любой стих, в котором все стопы сохраняются без изменений; в частности, последняя стопа не урезана. Примеры акаталектического стиха:
дактилический акаталектический тетраметр -UU|-UU|-UU|-UU

Nūnc decet āut viridī nitidūm caput…
— Гораций, «Carmina» I IV, 9
трохеический акаталектический диметр ÚU|ÚU|ÚU|ÚU

Мча́тся ту́чи, вью́тся ту́чи…
— А. С. Пушкин, «Бесы»